# Убийствена игра
„Убийствена игра“ (на английски: Bodies Bodies Bodies) е американска комедия на ужасите от 2022 г. на режисьора Халина Рейн. Във филма участват Амандла Стенбърг, Мария Бакалова, Майхала Херолд, Чейс Сюи Уондърс, Рейчъл Сенот, Лий Пейс и Пийт Дейвидсън.
Снимачният процес започва през май 2021 г.

## Премиера
Световната премиера е на „Саут бай Саутуест“ на 14 март 2022 г. По кината в САЩ излиза на 5 август 2022 г. от „A24“. Световен разпространител е „Стейдж Сикс Филмс“. В България филмът ще бъде пуснат по кината на 12 август.

## Актьорски състав
- Амандла Стайнбърг – Софи
- Мария Бакалова – Бий[7][8]
- Рейчъл Сенът – Алис
- Чейз Суи Уондърс – Ема
- Пийт Дейвидсън – Дейвид
- Майха'ла Херолд – Джордан
- Лий Пейс – Грег
- Конър О'Мали – Макс

## В България
В България филмът е насрочен да бъде пуснат по кината на 12 август 2022 г. от „Александра Филмс“.